# Villanova University
La Villanova University è un'università privata statunitense di ispirazione cattolica agostiniana con sedi a Villanova e Radnor, nel Commonwealth di Pennsylvania. Fondata nel 1842 dall'Ordine di Sant'Agostino, si tratta dell'università cattolica più grande e antica della Pennsylvania.

## Sport
Ad eccezione della squadra di football americano, i Villanova Wildcats fanno parte della NCAA Division I e dal 1980 sono affiliati alla potente Big East Conference. Quella squadra gioca nella CAA Football, una conference della FCS. I campi da gioco sono il Villanova Stadium e il Finneran Pavilion. Le partite di pallacanestro di cartello vengono giocate al Xfinity Mobile Arena.

## Pallacanestro
La squadra di pallacanestro ha partecipato per 37 volte al Torneo NCAA, almeno una volta per decennio dagli anni '30, raggiungendo per sei volte, 1939, 1971, 1985, 2009, 2016 e 2018 le Final Four. Nel 1985, guidata dal coach Rollie Massimino, vinse il titolo, battendo in finale i favoritissimi Georgetown Hoyas di Patrick Ewing. La squadra del 1985 fu l'ultima partita a essere giocata senza cronometro dei tiri, che la NCAA introdusse a tempo pieno nella stagione successiva. Nel 1994 i Villanova Wildcats hanno vinto il NIT. Nel 2016 con il coach Jay Wright, già assistente di Massimino, è arrivato il secondo titolo di campione nazionale sconfiggendo i Tar Heels di North Carolina, risultato poi replicato nel 2018 con il terzo titolo a spese dei Michigan Wolverines.